# 火冠蜂鸟属
火冠蜂鸟属（学名：Sephanoides）是雨燕目蜂鸟科的一个属，包含以下2个物种：
- 绿背火冠蜂鸟 Sephanoides sephaniodes
- 火冠蜂鸟 Sephanoides fernandensis